# Alabama Shakes
Die Alabama Shakes sind eine US-amerikanische Rockband, die sich stilistisch zwischen Southern Rock und Blues bewegt.

## Geschichte
Gegründet wurde die Band 2009 in Athens, Alabama, von Sängerin Brittany Howard und Bassist Zac Cockrell. Später kamen Gitarrist Heath Fogg und Schlagzeuger Steve Johnson hinzu.
Im September 2011 veröffentlichte die Band die EP Alabama Shakes mit vier Songs. Kurz darauf wurde Alabama Shakes von MTV in die Liste der elf im Jahr 2012 zu beobachtenden Bands aufgenommen.
Im November 2011 unterzeichnete die Band einen Vertrag bei Rough Trade Records in Großbritannien und bei ATO Records in den Vereinigten Staaten. Das erste vollständige Album erschien mit Boys & Girls am 6. April 2012.
Auf dem Soundtrack der US-amerikanischen Tragikomödie Silver Linings von 2012 sind Alabama Shakes mit dem Titel Always Alright vertreten. Am 21. April 2015 erschien auf Rough Trade das zweite Studioalbum Sound & Color.
Des Weiteren ist ihr Song This Feeling in der 2017 erstmals erschienenen Serie Big Little Lies zu hören.
Seit 2018 befindet sich die Band in einer Pause, da Brittany Howard sich auf ihre Solokarriere konzentriert.
Der Schlagzeuger Steve Johnson wurde im März 2020 wegen einer Schutzanordnungsverletzung zu einem Jahr Gefängnis mit 24 Monaten Bewährung verurteilt. Zusätzlich wurde er im März 2021 verhaftet und Anklage wegen Kindesmisshandlung erhoben. Die Anklage wurde im Dezember 2021 fallengelassen. Die anderen Bandmitglieder haben sich nicht öffentlich zu diesen Ereignissen geäußert.

## Diskografie

### Alben
| Jahr | Titel               | Höchstplatzierung, Gesamtwochen, AuszeichnungChartplatzierungen (Jahr, Titel, Platzierungen, Wochen, Auszeichnungen, Anmerkungen) | Höchstplatzierung, Gesamtwochen, AuszeichnungChartplatzierungen (Jahr, Titel, Platzierungen, Wochen, Auszeichnungen, Anmerkungen) | Höchstplatzierung, Gesamtwochen, AuszeichnungChartplatzierungen (Jahr, Titel, Platzierungen, Wochen, Auszeichnungen, Anmerkungen) | Höchstplatzierung, Gesamtwochen, AuszeichnungChartplatzierungen (Jahr, Titel, Platzierungen, Wochen, Auszeichnungen, Anmerkungen) | Höchstplatzierung, Gesamtwochen, AuszeichnungChartplatzierungen (Jahr, Titel, Platzierungen, Wochen, Auszeichnungen, Anmerkungen) | Anmerkungen                              |
| Jahr | Titel               | DE | AT | CH | UK | US | Anmerkungen                              |
| ---- | ------------------- | --- | --- | --- | --- | --- | ---------------------------------------- |
| 2011 | Alabama Shakes (EP) | — | — | — | — | — | Erstveröffentlichung: 13. September 2011 |
| 2012 | Boys & Girls        | DE59 (4 Wo.)DE | AT55 (2 Wo.)AT | CH48 (6 Wo.)CH | UK3 Gold · (19 Wo.)UK | US6 Platin · (64 Wo.)US | Erstveröffentlichung: 6. April 2012      |
| 2015 | Sound & Color       | DE28 (5 Wo.)DE | AT52 (2 Wo.)AT | CH10 (6 Wo.)CH | UK6 Silber · (15 Wo.)UK | US1 Platin · (49 Wo.)US | Erstveröffentlichung: 21. April 2015     |

### Singles
| Jahr | Titel Album          | Höchstplatzierung, Gesamtwochen, AuszeichnungChartplatzierungen (Jahr, Titel, Album, Platzierungen, Wochen, Auszeichnungen, Anmerkungen) | Höchstplatzierung, Gesamtwochen, AuszeichnungChartplatzierungen (Jahr, Titel, Album, Platzierungen, Wochen, Auszeichnungen, Anmerkungen) | Höchstplatzierung, Gesamtwochen, AuszeichnungChartplatzierungen (Jahr, Titel, Album, Platzierungen, Wochen, Auszeichnungen, Anmerkungen) | Höchstplatzierung, Gesamtwochen, AuszeichnungChartplatzierungen (Jahr, Titel, Album, Platzierungen, Wochen, Auszeichnungen, Anmerkungen) | Höchstplatzierung, Gesamtwochen, AuszeichnungChartplatzierungen (Jahr, Titel, Album, Platzierungen, Wochen, Auszeichnungen, Anmerkungen) | Anmerkungen                           |
| Jahr | Titel Album          | DE | AT | CH | UK | US | Anmerkungen                           |
| ---- | -------------------- | --- | --- | --- | --- | --- | ------------------------------------- |
| 2012 | Hold On Boys & Girls | — | — | — | — | US93 Gold · (2 Wo.)US | Erstveröffentlichung: 6. Februar 2012 |

Weitere Singles
- 2015: Don’t Wanna Fight (US: Platin)

## Auszeichnungen
| Jahr | Nominierte Arbeit   | Preis                                                          | Ergebnis  |
| ---- | ------------------- | -------------------------------------------------------------- | --------- |
| 2012 | Alabama Shakes      | Q Award for Best New Act                                       | Nominiert |
| 2012 | Alabama Shakes      | Americana Music Honors & Award for Emerging Artist of the Year | Gewonnen  |
| 2013 | Alabama Shakes      | Grammy Award for Best New Artist                               | Nominiert |
| 2013 | Hold On             | Grammy Award for Best Rock Performance                         | Nominiert |
| 2013 | Alabama Shakes      | BRIT Award for International Group                             | Nominiert |
| 2014 | Always Alright      | Grammy Award for Best Rock Performance                         | Nominiert |
| 2016 | Don’t Wanna Fight   | Grammy Award for Best Rock Performance                         | Gewonnen  |
| 2016 | Don’t Wanna Fight   | Grammy Award for Best Rock Song                                | Gewonnen  |
| 2016 | Sound & Color       | Grammy Award for Best Alternative Music Album                  | Gewonnen  |
| 2016 | Sound & Color       | Juno Award for Recording Engineer of the Year (Shawn Everett)  | Gewonnen  |
| 2018 | Killer Diller Blues | Grammy Award for Best American Roots Performance               | Gewonnen  |